# Associazione Sportiva Lodigiani 1983-1984
Questa voce raccoglie le informazioni riguardanti  l'Associazione Sportiva Lodigiani nelle competizioni ufficiali della stagione 1983-1984.

## Rosa
| N. |                   | Ruolo | Calciatore        |
| -- | ----------------- | ----- | ----------------- |
|    | Italia (bandiera) | D     | Giancarlo Boncori |
|    | Italia (bandiera) | A     | Stefano Cardillo  |
|    | Italia (bandiera) | C     | Mauro Carlomagno  |
|    | Italia (bandiera) | A     | Claudio Casale    |
|    | Italia (bandiera) | C     | Antonio Ceci      |
|    | Italia (bandiera) | D     | Mauro Cini        |
|    | Italia (bandiera) | P     | Fabio Conti       |
|    | Italia (bandiera) | A     | Alvaro Curini     |
|    | Italia (bandiera) | P     | Antonio D'Auria   |
|    | Italia (bandiera) | C     | Mauro De Angelis  |
|    | Italia (bandiera) | C     | Stefano Di Lucia  |

| N. |                   | Ruolo | Calciatore        |
| -- | ----------------- | ----- | ----------------- |
|    | Italia (bandiera) | D     | Franco Gabrieli   |
|    | Italia (bandiera) | A     | Augusto Lana      |
|    | Italia (bandiera) | D     | Giancarlo Oddi    |
|    | Italia (bandiera) | C     | Massimo Paganucci |
|    | Italia (bandiera) | D     | Sandro Paolucci   |
|    | Italia (bandiera) | C     | Cesare Barchiesi  |
|    | Italia (bandiera) | C     | Stefano Paparusso |
|    | Italia (bandiera) | P     | Fabrizio Procesi  |
|    | Italia (bandiera) | C     | Fabrizio Pucci    |
|    | Italia (bandiera) | C     | Claudio Rastelli  |
|    | Italia (bandiera) | A     | Andrea Scotini    |